# Moselland
De Moselland was een passagiersschip in Duitsland dat later werd verkocht aan Hongarije.

## Geschiedenis
De Neckarperle werd onder bouwnummer 103 gebouwd op de Schmidt-scheepswerf in Oberkassel en voer aanvankelijk voor Heidelberger Personenschiffahrt Gebr. Fischer. Volgens Günter Benja mocht het schip in 1975 nog 300 passagiers vervoeren. In die tijd was het uitgerust met een 120 pk motor, die een snelheid van 18 km/u mogelijk maakte. Benja geeft de lengte van het schip als 26 meter en de breedte als 4,85 meter, en het bouwjaar als 1956.
Volgens Dieter Schubert voer het schip vanaf 1975 onder de naam Moselland voor de passagiersvaartmaatschappij Gebr.  Kolb. Schubert geeft iets andere afmetingen dan Benja. Het schip was 26,10 meter lang, slechts 4,65 meter breed, uitgerust met een 268 pk motor en goedgekeurd voor het vervoer van 200 passagiers. Iets andere informatie is te vinden in het Binnenschifferforum. De reis van het schip naar Boedapest in januari 2019 nadat het was verkocht aan het bedrijf Eurama Kft. werd daar ook gevolgd. Een foto uit 2021 toont het schip zonder naamsvermelding in Boedapest.